# Nhà thờ Hồi giáo Shah Faisal

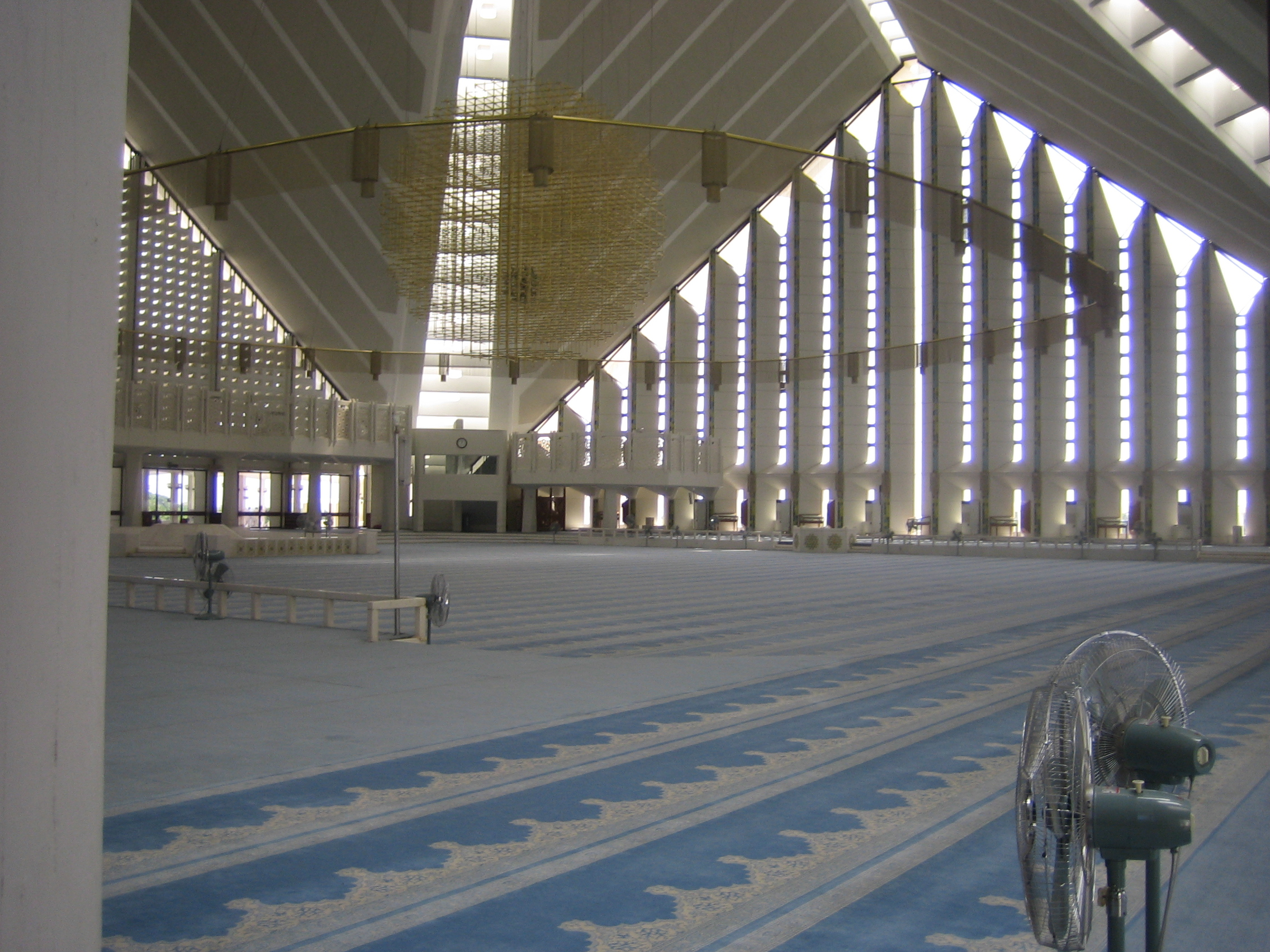
Nội thất nhà thờ.

Nhà thờ Hồi giáo Shah Faisal là một nhà thờ Hồi giáo tại Islamabad, Pakistan. Đây là nhà thờ Hồi giáo lớn nhất Nam Á và là một trong những nhà thờ Hồi giáo lớn nhất thế giới, công trình tương tự xếp thứ nhì là Nhà thờ Hồi giáo Hassan II ở Casablanca, Maroc. 
Nhà thờ Hồi giáo Faisal là nhà thờ Hồi giáo quốc gia của Pakistan. Công trình này được đặt tên theo vua quá cố Faisal bin Abdul-Aziz của Ả Rập Xê Út, người đã cấp tài chính cho dự án.

## Lịch sử
Nhà thờ được bàn đến khi vua Faisal bin Abdul-Aziz đưa ra sang kiến việc xây một nhà thờ hồi giáo ở Islamabad với chính phủ Paskitan khi ông có chuyến giao lưu với nước này vào năm 1966
Vào năm 1969 một cuộc thi quốc tế đã tổ chức với 17 kiến trúc sư với 43 bản thiết kế, Người chiến thắng thuộc về kiến trúc sư người Thổ Nhĩ Kỳ Vedat Dalokay. Nhà thờ được chính thức khỏi công vào năm 1976 tại Paskitan với chi phí hơn 130 triệu riyal Saudi (khoảng 120 triệu USD ngày nay) và được chính phủ của Ả Rập Xê Út và vua Abdul Aziz hỗ trợ. Nhà thờ được khánh thành vào năm 1986 và được đặt tên là Faisal Mosque để tưởng nhớ ông khi ông bị ám sát vào năm 1975. Hiện nhà thờ là Đại học hồi giáo quốc tế. Tuy nhiên công trình này đã bị một số người hồi giáo bảo thủ cho rằng đây là một công trình đi trái lại với truyền thống hồi giáo.